# Mieszana elastyczność popytu
Mieszana elastyczność popytu – procentowa zmiana popytu na dobro (usługę) x w reakcji na procentową zmianę ceny dobra (usługi) y. 
Wiąże zmiany wolumenu sprzedaży danego dobra ze zmianami cen dóbr pokrewnych.

## Opis
Mieszana elastyczność popytu istnieje, ponieważ popyt na dane dobro (usługę) uzależniony jest również od cen innych dóbr (usług). Miernikiem tej reakcji jest współczynnik mieszanej (krzyżowej) elastyczności popytu, który ma postać:
{\displaystyle E_{dx(py)}=\pm {\frac {\Delta d_{x}}{d_{x}}}:{\frac {\Delta p_{y}}{p_{y}}},}
gdzie:
{\displaystyle E_{dx(py)}} – mieszana elastyczność popytu,
{\displaystyle {\frac {\Delta d_{x}}{d_{x}}}} – procentowa zmiana popytu na dobro (usługę) x,
{\displaystyle {\frac {\Delta p_{y}}{p_{y}}}} – procentowa zmiana ceny dobra (usługi) y.
Mieszana (krzyżowa) elastyczność popytu jest relacją między procentową zmianą popytu na dobro (usługę) x a procentową zmianą ceny dobra (usługi) y. Mówi nam ona, o ile procent zmieni się popyt dobra (usługi) x, jeżeli ceny dobra (usługi) y zmienią się o 1%.

## Współczynnik mieszanej elastyczności popytu
- mieszana elastyczność popytu odnosi się głównie do dóbr (usług), które są względem siebie substytucyjne ({\displaystyle E_{dx(py)}} > 0) lub komplementarne ({\displaystyle E_{dx(py)}} < 0),
- jeżeli rozważamy dobra substytucyjne, to przed współczynnikiem elastyczności stawiamy znak „+” (wzrostowi ceny dobra y towarzyszy wzrost wielkości popytu na dobro x pod warunkiem, że jego cena zostanie niezmieniona, będzie spadać lub rosnąć wolniej niż cena dobra y), zmiany popytu na dobro (usługę) x i ceny dobra (usługi) y są jednokierunkowe,
- jeżeli rozważamy dobra komplementarne, to przed współczynnikiem elastyczności stawiamy znak „–” (wzrostowi ceny dobra y towarzyszy spadek wielkości popytu na dobro x, zarówno przy założeniu niezmienności ceny, jak i bez niego), zmiany popytu na dobro (usługę) x i ceny dobra (usługi) y są różnokierunkowe.